# Gänsweiher
Der Gänsweiher ist ein natürliches Gewässer in der Gemeinde Bernried am Starnberger See.